# السهم (مسلسل)
السهم هو مسلسل تلفزيوني أميركي من نوع الأكشن والمغامرة مطور من قبل غريغ بيرلانتي، مارك غوغنهايم، وأندرو كريسبيرغ. مستند على الشخصية الخيالية السهم الأخضر، البطل خارق الذي يظهر في الكتب المصورة المنشورة من قبل دي سي كوميكس. عرض لأول مرة في أمريكا الشمالية على السي دبليو في 10 أكتوبر 2012. تدور أحداث المسلسل حول المليونير اللعوب أوليفر كوين، يجسده الممثل ستيفن أميل، الذي يعلق على جزيرة نائية لمدة 5 سنوات، يعود إلى مدينته لمحاربة الجريمة والفساد بدور بطل سلاحه القوس والسهم.
تلقى المسلسل عند عرضه مراجعات إيجابية من النقاد، وكان أعلى المسلسلات الجديدة تقييمًا على السي دبليو في آخر 5 سنوات حتى صدوره. متوسط عدد المشاهدين الموسم الأول لكل حلقة كان حوالي 3.68 مليون مشاهد. الموسم الثاني عرض في 9 أكتوبر، 2013. والموسم الثالث عرض في 8 أكتوبر 2014. والموسم الرابع عرض في 7 أكتوبر 2015، والموسم الخامس عرض 5 أكتوبر 2016 والموسم السادس يعرض عرض في 2017.

## نظرة على القصة
يتبع المسلسل أوليفر كوين، المليونير اللعوب من مدينة ستارلينغ، الذي قضى خمس سنوات عالقًا على جزيرة إثر غرق سفينة العائلة جرّاء
وقوع حادث مما أودى بحياة الجميع على متن السفينة بما في ذلك والده وسارة لانس، أخت حبيبة أوليفر في الوطن. اعتُبر أوليفر ميتًا قبل أن يتم إنقاذه وإعادته إلى مدينة ستارلينغ. وبعد عودته، تمّ لم شمله مع والدته مويرا ومع زوجها الجديد والتر، المدير المالي السابق لشركة والده. واستُقبل أيضا من قبل أخته الصغيرة ثيا وأعز أصدقائه تومي، وحاول أن يلتقي مرة أخرى مع لوريل لانس حبيبته السابقة، إلا أنها قامت بلومه على وفاة شقيقتها سارة حيث كان الاثنان على علاقة غرامية في وقت وقوع الحادث. في فترة النهار، يكون أوليفر المليونير اللعوب لكنه بالليل فهو الحارس ذو القلنسوة الخضراء، امتثالاً لرغبات والده لحظة احتضاره لتصحيح أخطاء عائلة كوين، لمحاربة مجرمين المجتمع، وإعادة مدينة ستارلينغ إلى مجدها السابق. أصبح ذو القلنسوة الخضراء محور تركيز المحقق كوينتين لانس، والد لوريل وسارة، الذي عزم على إلقاء القبض عليه، ولكنه يجهل هويته الحقيقية. كما أنه محاط باستمرار من قبل حارس شخصي جديد، جون ديغل، الذي شك فورًا أن أوليفر يخفي شيئًا وراء شخصيته كالفتى اللعوب. وبالإضافة إلى ذلك، والدة أوليفر كانت على علم مسبق بتخريب يخت العائلة وربما تكون مخبئة المزيد من أسرار العائلة.

## الطاقم والشخصيات

### الطاقم الرئيسي
الطاقم الرئيسي وعدد الحلقات التي ظهروا به على حسب الأجزاء
| الممثل           | دوره في المسلسل     | الجزء الأول | الجزء الثاني | الجزء الثالث | الجزء الرابع |
| ---------------- | ------------------- | ----------- | ------------ | ------------ | ------------ |
| ستيفن اميل       | أوليفر كوين / السهم | 23 حلقة     | 23 حلقة      | 23 حلقة      | 23 حلقة      |
| كايتي كاسيدي     | دينه "لوريل" لانس   | 23 حلقة     | 23 حلقة      | 23 حلقة      | 23 حلقة      |
| كولن دونيل       | تومي مارلين         | 23 حلقة     | حلقة واحدة   | حلقتان       | -            |
| ديفيد رمزي       | جون ديجل            | 23 حلقة     | 23 حلقة      | 23 حلقة      | 23 حلقة      |
| ويلا هولاند      | ثيا كوين            | 23 حلقة     | 23 حلقة      | 23 حلقة      | 23 حلقة      |
| سوزانا تومسون    | مويرا كوين          | 23 حلقة     | 20 حلقة      | حلقة واحدة   | -            |
| إميلي بت ريكاردز | فليستي سموك         | 17 حلقة     | 23 حلقة      | 23 حلقة      | 23 حلقة      |
| مانو بينيت       | سليد ويلسون         | 10 حلقات    | 23 حلقة      | حلقة واحدة   | -            |
| بول بلاكثورن     | كوينتين لانس        | 23 حلقة     | 23 حلقة      | 23 حلقة      | 23 حلقة      |
| كولتون هاينز     | روي هاربر           | 6 حلقات     | 23 حلقة      | 23 حلقة      | حلقة واحدة   |
| جون بارومان      | مالكولم ميرلين      | 13 حلقة     | 6 حلقات      | 23 حلقة      |              |
| كاترينا لاو      | نايسا الغول         |             |              |              |              |

## البث
عرض السهم لأول مرة على شبكة سي دبليو 10 أكتوبر 2012، خلال موسم التلفزيون 2012-13، وبث يوم الأربعاء في الساعة 8:00 م شرق/7:00 م مركزي. عرض أيضا المسلسل في كندا في نفس اليوم. وعرض السهم في جنوب أفريقيا على قناة م-نت في 19 أكتوبر 2012 وعلى الصعيد الدولي في 22 أكتوبر، 2012، اجتاح كل من المملكة المتحدة، أيرلندا، أستراليا، والأسواق البرازيلية. في 22 أكتوبر، 2012، اختير السهم من قبل سي دبليو لموسم كامل.

## وصلات خارجية
- السهم على موقع IMDb (الإنجليزية)
- السهم على موقع ميتاكريتيك (الإنجليزية)
- السهم على موقع روتن توميتوز (الإنجليزية)
- السهم على موقع أول موفي (الإنجليزية)
- السهم على موقع فيلمافينيتي (الإسبانية)
- السهم على موقع كينوبويسك (الروسية)
- السهم على موقع ألو سيني (الفرنسية)
- السهم على موقع قاعدة بيانات الفيلم (الإنجليزية)